# Barrio Presidente Roque Sáenz Peña

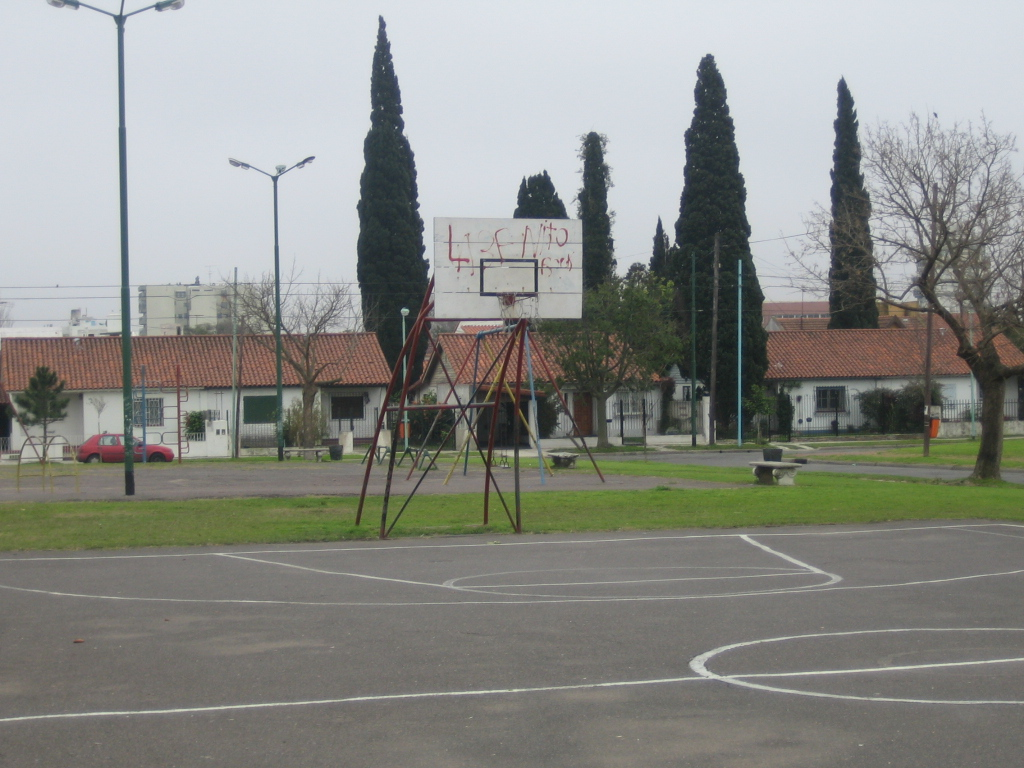
Plaza 1 de marzo de 1948 (más conocida como Plaza de Valdenegro), perteneciente al barrio Presidente Roque Sáenz Peña. En la imagen aparece una cancha de baloncesto ubicada dentro de la plaza, y al fondo casas pertenecientes al barrio.

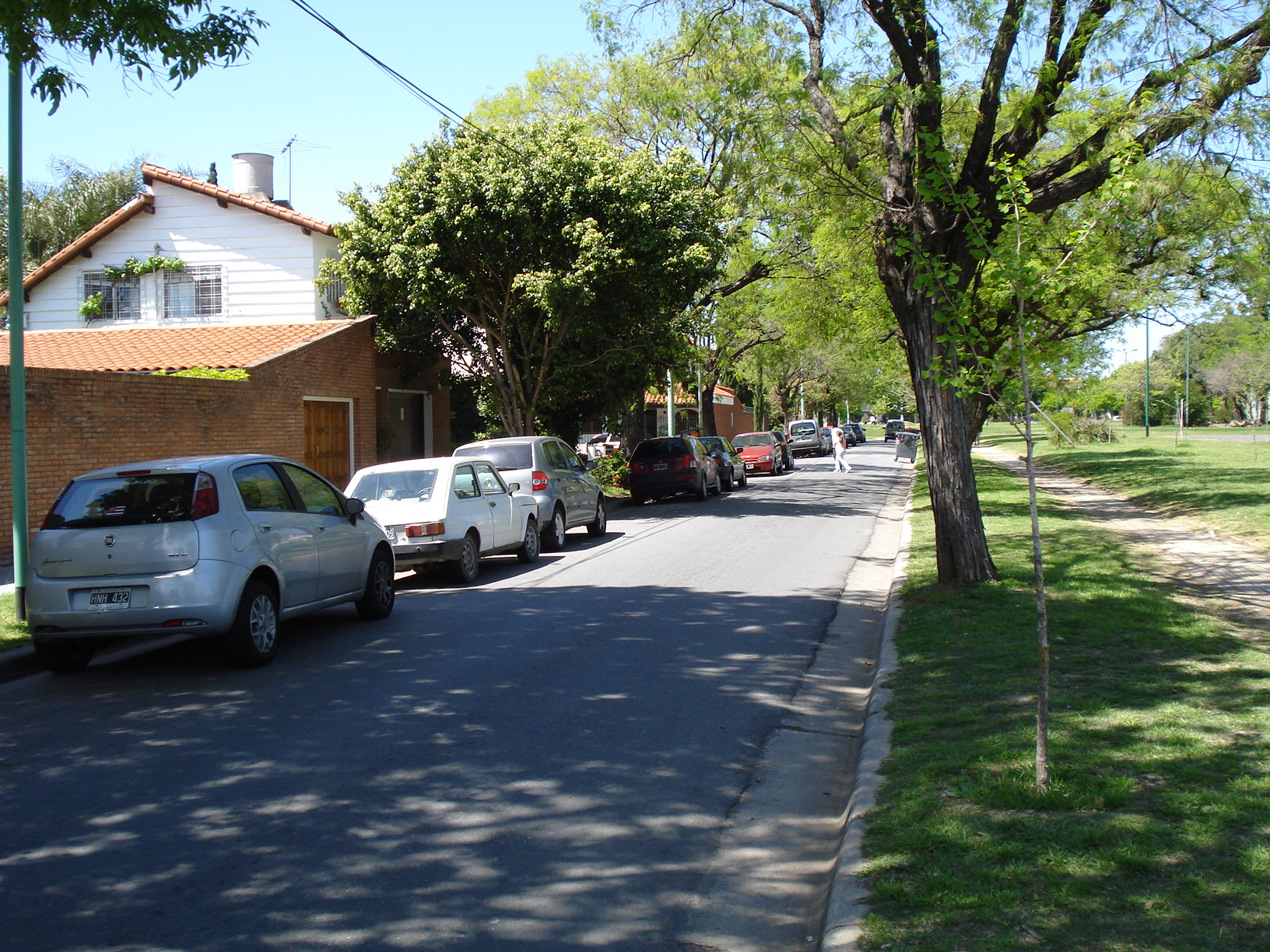
Calle Valdenegro. En la imagen se ve el sector de pasajes de Quebracho, Aromo y Paroissien, pertenecientes al Barrio Presidente Roque Sáenz Peña.

El Barrio Presidente Roque Sáenz Peña es un área no reconocida oficialmente de la Ciudad de Buenos Aires. Comprende un sector del barrio de Saavedra. Originalmente se llamó Barrio 1° de marzo de 1948, recordando la fecha de nacionalización de los ferrocarriles en Argentina, durante la presidencia de Juan Domingo Perón.
El Barrio Presidente Roque Sáenz Peña no es oficialmente reconocido como uno de los 48 barrios porteños. Es junto con el Barrio Residencial Cornelio Saavedra y el Barrio Mitre uno de los tres "sub-barrios" o "barrios no oficiales" del barrio de Saavedra.
Todo el barrio comprende una zona residencial muy vistosa de casas, algunas con jardines, donde se distinguen las calles irregulares que le dan un tono sofisticado de privacidad, sumado al hecho de encontrarse encerrado entre una zona de parques.

## Parroquia del Dulcísimo Nombre de Jesús
En la calle Valdenegro al 3621 (en la cuadra entre la Avenida Crisólogo Larralde y el Pasaje Achira) se encuentra la Parroquia del Dulcísimo Nombre de Jesús, parroquia católica muy famosa entre la gente del barrio.

## Polémica sobre los "terrenos cedidos"
En 1979, dentro de los años de la Dictadura de Jorge Rafael Videla, una organización barrial cedió, no se sabe si por voluntad propia o coaccionados, una parte de la plaza 1° de marzo de 1948 a la Parroquia Dulcísimo Nombre de Jesús.
Este hecho se enmarcó en polémica debido a que actuaciones de este tipo son absoluta potestad del Estado y de órganos de gobierno (en este caso la competencia correspondería a la Municipalidad). Esto llevó a los vecinos del barrio a iniciar reclamos para su desalojo, y así fue como a fecha de 2005, el por entonces Jefe de Gobierno Aníbal Ibarra, emitió el Decreto 1588/GCBA/2005 instando a desalojar el espacio público cedido 26 años atrás. 
Al no efectuarse finalmente el desalojo pese al Decreto que lo justificaba, los vecinos continuaron los reclamos y así, en 2008, el actual Jefe de Gobierno Mauricio Macri ratifica el Decreto de Ibarra siendo más duro en cuanto a la advertencia de sacarlos con la fuerza pública.
En el año 2014 se conoció el proyecto de ley presentado por el actual candidato del PRO a Jefe de Gobierno, Cristian Ritondo, por el cual se pretende ceder a dicha parroquia el terreno usurpado contraponiéndose con su colega partidario y actual Jefe de Gobierno Mauricio Macri y, respaldado además por la firma del exjefe de Gobierno Aníbal Ibarra.
A toda esta polémica suscitada, se le suma las controversiales declaraciones del cura párroco dirigidas hacia sus vecinos, a los cuales sugiere a quienes se quejan de los ruidos molestos "que se muden".

## Ubicación y límites del barrio
El Barrio Presidente Roque Sáenz Peña se extiende alrededor de la calle Valdenegro.
Siendo sus límites: la calle Miller, la Avenida Ruíz Huidobro, la Calle Galván y la Avenida Crisólogo Larralde.

## Pasajes

### 1.ª Zona de pasajes
En un sector del barrio se encuentran cuatro pasajes angostos cuyos nombres son Achira, Jaramillo, Manzanares y Flor del Aire (todas cruzan la calle Valdenegro).
En el caso de Achira y Flor del Aire, estos pasajes tienen un largo de apenas 100 metros, su recorrido une la Avenida Galván y la calle Valdenegro. En el caso de Jaramillo y Manzanares, luego de cruzar la calle Miller, ambas se convierten en calles nuevamente, ensanchándose luego de este cruce.

### 2.ª Zona de pasajes
En otro sector del barrio se encuentran tres pasajes angostos cuyos nombre son Quebracho, Aromo y Paroissien (todas cruzan la calle Valdenegro).
En el caso de Quebracho y Aromo, estos pasajes tienen un largo de apenas 100 metros, su recorrido une la calle Valdenegro y la calle Miller. En el caso de Paroissien luego de cruzar la calle Miller, esta se convierte en calle nuevamente, ensanchándose luego de este cruce.

## Plaza 1 de marzo de 1948
En este barrio se encuentra la plaza "1 de Marzo de 1948", uno de los límites del barrio, por donde pasa la Avenida Ruíz Huidobro. Además se encuentra la plaza limitada por las calles Valdenegro, Flor del Aire, Galván y Quebracho.Dentro de esta plaza se encuentra un área de juegos, una cancha de tenis y una cancha de baloncesto.
Infraestructura deportiva de la zona de la plaza:
- Una cancha de baloncesto (de acceso libre).
- Una cancha de tenis (de acceso libre).
- Una cancha de fútbol (de acceso libre).
- Un club de jubilados y pensionados que posee varias canchas de bochas.

## Modificaciones diciembre de 2014

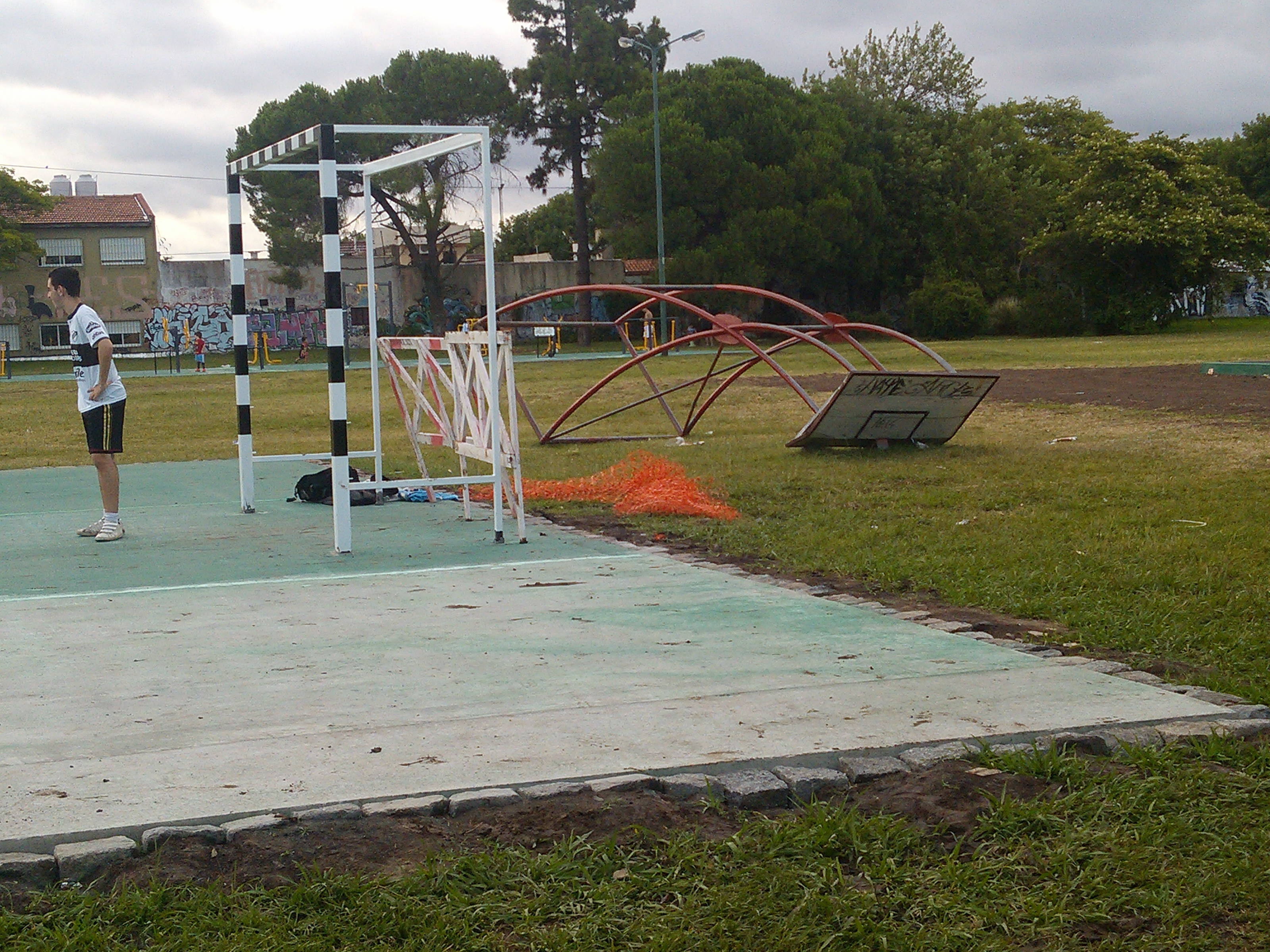
Aros de baloncesto en el suelo.

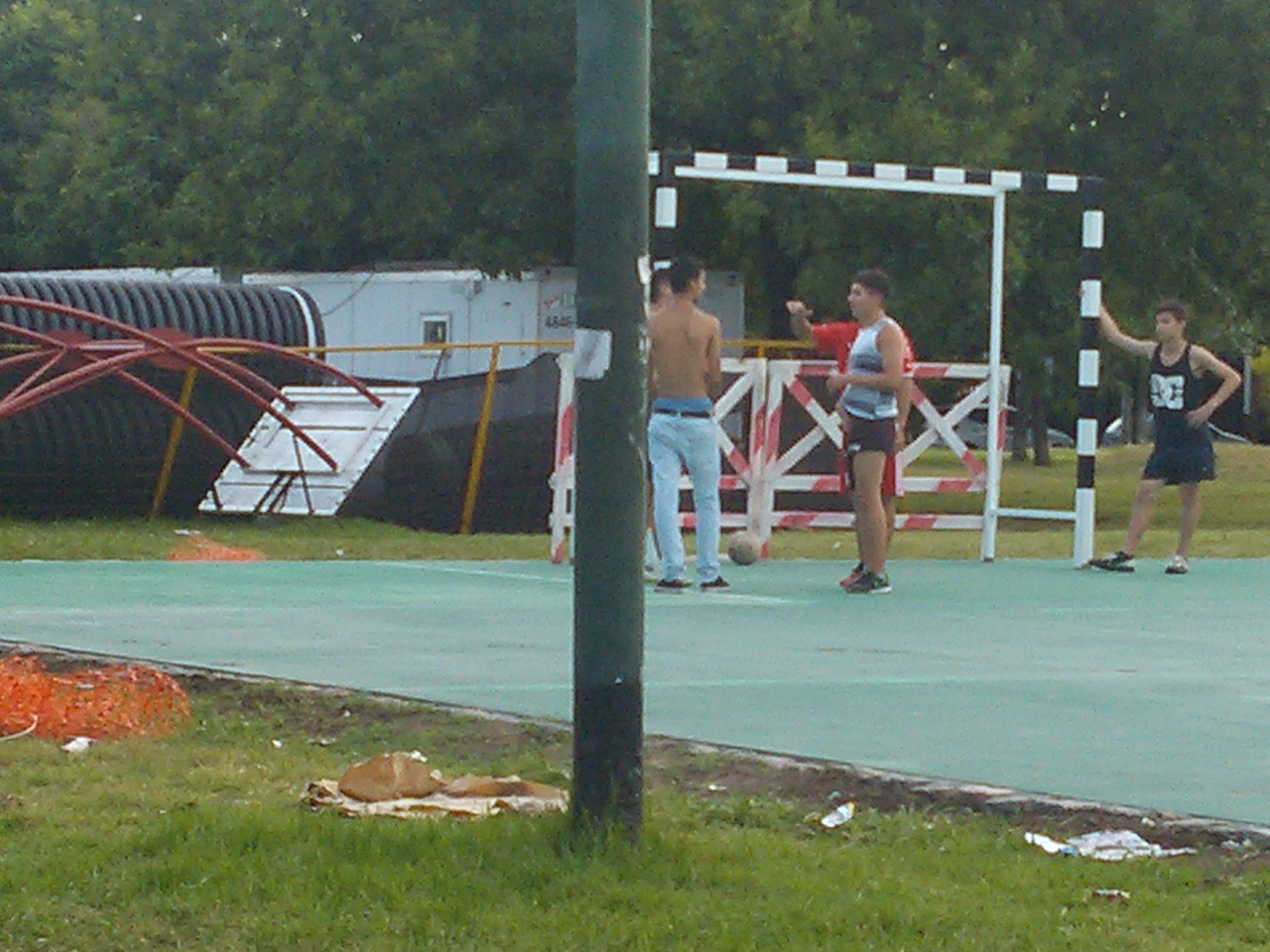
Aros de baloncesto en el suelo 2.

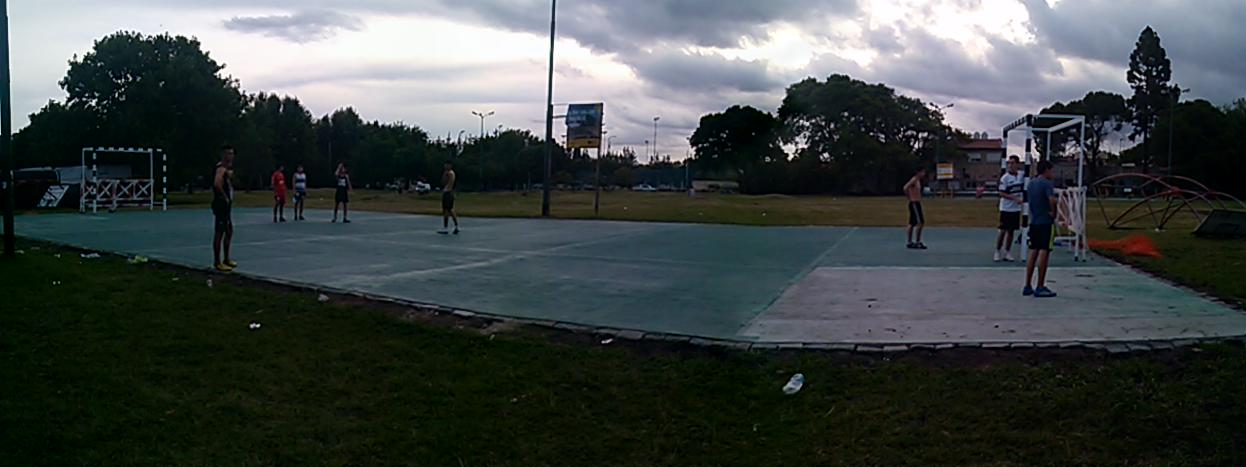
La otrora cancha de baloncesto ahora utilizada para partidos de fútbol.

A mediados de diciembre de 2014, el Gobierno de la Ciudad de Buenos Aires inició la modificación de la cancha de baloncesto de la plaza para convertirla en una de fútbol. Esta consistió en la retirada de los aros de baloncesto, construyendo una carpeta de hormigón simple sobre el piso existente de asfalto y colocándose los dos arcos metálicos que los sirvieran de portería.
Tras una petición en Change.org para restablecer la cancha a su anterior uso para baloncesto, se consiguieron revertir los cambios a los pocos meses.